# Neidan
Neidan, o Alquimia interna Taoísta (chino simplificado: 內丹 术; chino tradicional: 內丹 術; pinyin: nèidān shù), es una serie de doctrinas y prácticas físicas, mentales y espirituales que los iniciados taoístas usaban, en la antigüedad, para prolongar la vida y crear un cuerpo espiritual inmortal que sobreviviría después de la muerte (Skar y Pregadio 2000, 464). También conocida como Jindan (金丹 "elixir dorado" o "píldora dorada"), la alquimia interna combinaba teorías derivadas de la alquimia externa (waidan 外 丹), la cosmología correlativa (incluidas las Cinco Fases o Elementos), los emblemas del Yijing y la teoría médica, con técnicas de meditación taoísta, Qigong e higiene sexual (Baldrian-Hussein 2008, 762). 
En neidan, el cuerpo humano se convierte en un caldero (o "ding") en el que los Tres Tesoros, Jing ("Esencia"), Qi ("Aliento") y Shen ("Espíritu"), se cultivan con el fin de mejorar el estado físico, emocional, la salud mental, para finalmente regresar a la unidad primordial del Tao, es decir, convertirse en un "Inmortal". 
En China es una forma importante de práctica para la mayoría de las escuelas de taoísmo.

## Terminología
El compuesto chino nèidān combina la palabra común nèi 內 que significa "adentro; interior; interno" con dān 丹 "cinabrio; bermellón; elixir; alquimia". El antónimo de nèi es wài outside "afuera; exterior; externo", y nèidān "elixir interno / alquimia" fue acuñado del término complementario anterior wàidān 外 丹 "elixir externo / alquimia". 
Los textos y fuentes alquímicas chinas normalmente llaman a neidan el jīndān dào 金丹 道 o Camino del elixir dorado. En el uso del chino estándar moderno, el término nèidān shù 內丹 術 (con 術 "arte; habilidad; técnica; método") se refiere generalmente a prácticas alquímicas internas. 

La fecha para el uso más temprano del término neidan es incierta. Arthur Waley propuso que se registrara por primera vez en el voto 559 tomado por el patriarca budista de Tiantai, Nanyue Huisi, rezando para hacer con éxito un elixir que lo mantuviera vivo hasta la llegada de Maitreya (1930: 14). Muchos estudiosos estuvieron de acuerdo, incluidos Joseph Needham y Lu Gwei-djen, quienes tradujeron el voto de Huisi de vivir como asceta en las montañas:
Estoy buscando la longevidad para defender la Fe, no para disfrutar de la felicidad mundana. Rezo para que todos los santos y sabios vengan en mi ayuda, para que pueda obtener algunos buenos hongos mágicos [zhi 芝] y elixires numinosos [shendan 神丹], lo que me permite curar todas las enfermedades y detener el hambre y la sed. De esta manera podré practicar continuamente el camino de los Sutras y del Tantra y participar en las diversas formas de meditaciones. Esperaré encontrar una vivienda pacífica en las profundidades de las montañas, con suficientes elixires luminosos y medicinas para llevar a cabo mis planes. Así, con las ayudas de los elixires externos [waidan] podré cultivar el elixir dentro de [neidan]. (1983: 140)
Otros creían que neidan apareció por primera vez en las biografías de Deng Yuzhi 鄧 郁 之 (fl. 483–493) y Su Yuanming 蘇元明 (fl. C. 600). Sin embargo, la autenticidad de los pasajes relevantes en estas "fuentes pseudohistóricas" es dudosa (Baldrian-Hussein 1989: 164-171).
El término neidan rara vez se usó a lo largo de la dinastía Tang tardía (618–907) y el período de las cinco dinastías (907–960), y solo se generalizó alrededor del comienzo de la dinastía Song (960–1279), cuando neidan evolucionó a un período altamente sistema complejo en sus aspectos teóricos y prácticos (Baldrian-Hussein 2008: 763). Los textos Tang describían prácticas alquímicas internas con las palabras fúyào 服藥 "tomar droga / medicina" y chángshēng 長生 "larga vida, longevidad; (taoísmo) vida eterna" (Baldrian-Hussein 1989: 170). Liu Xiyue 劉希岳 988 Taixuan langranzi jindao shi 太玄 朗 然 子 進 Po 詩 (Poemas del Maestro Taixuan Langran sobre Avanzar en el Dao) tiene la primera mención de los términos neidan y waidan (Baldrian-Hussein 1989: 174, 178, 180). La C. 1019 La antología taoísta de Yunji Qiqian menciona el término neidan (Baldrian-Hussein 1989: 178).
Los primeros textos que mencionan a Neidan lo definen como sinónimo o similar con algunas técnicas de circulación del Qi: Cultivo y transmutación (xiulian 修煉), Respiración embrionaria (taixi 胎息), Elixir cíclico (huandan 還 丹), Elixir Dorado (jindan 金丹), el Gran Elixir (dadan 大 丹), las Medicinas Interiores y Exteriores (nei / waiyao 内外 藥), las Contrapartes Internas y Externas (nei / waixiang 内外 象), y el Elixir Yin y Elixir Yang (yindan 陰 丹 y yangdan 陽丹) (Baldrian-Hussein 1989: 179-186).
Con base en la evidencia textual, Farzeen Baldrian-Hussein concluye que en los primeros textos, Neidan se refiere a una técnica específica, y por el reinado del Emperador Song Zhenzong (997-1022), el término designa un grupo de técnicas, expresadas en un lenguaje alquímico específico (1989 : 187).
A veces se le llama incorrectamente neitan en la literatura sobre alquimia occidental.

## Historia y desarrollo
Neidan es parte de la tradición meditativa alquímica china que se dice que se separó en interna y externa (Waidan) en algún momento durante la dinastía Tang. El Cantong qi (El parentesco de los tres) es el primer libro conocido sobre alquimia teórica en China. Se atribuye su autoría al alquimista Wei Boyang en 142 AD. Este texto influyó en la formación de Neidan, cuyos primeros textos existentes datan de la primera mitad del siglo VIII. Los autores de varios artículos de Neidan se refieren a sus enseñanzas como el Camino del Elixir Dorado (jindan zhi dao). La mayoría de las fuentes alquímicas chinas se encuentran en el Daozang (Canon taoísta), la mayor colección de textos taoístas.
Neidan comparte una parte importante de sus nociones y métodos con la medicina clásica china, el fangshi y con otros cuerpos de prácticas, como la meditación y los métodos para "nutrir la vida" (yangsheng). Lo que distingue a la alquimia de estas tradiciones relacionadas es su visión única del elixir como una entidad material o inmaterial que representa el estado original del ser y el logro de ese estado. 
La tradición de Neidan de la alquimia interna se practica trabajando con las energías que ya estaban presentes en el cuerpo humano,en lugar de usar de la alquimia tradicional que utiliza sustancias externas naturales, medicamentos o elixires.  Así el manejo de la energía interna se presenta de manera equivalente a la observada en otras tradiciones orientales, tales como el tantra  hinduista o budista. 
La Escuela de Taoísmo Shangqing jugó un papel importante en el surgimiento de la alquimia de Neidan, después de usar a Waidan principalmente como una práctica meditativa y, por lo tanto, pasar de un arte externo a uno interno.

## Los Tres Tesoros
La alquimia interna se centra en transformar los "tres tesoros" del sanbao corporal, que son las energías esenciales que sostienen la vida humana:
Jing 精 "esencia nutritiva, esencia; refinada, perfeccionada; extracto; espíritu, demonio; esperma, semilla"
Qi 氣 "vitalidad, energía, fuerza; aire, vapor; aliento; espíritu, vigor; actitud"
Shen 神 "espíritu; alma, mente; dios, deidad; ser sobrenatural"

Según el Libro del equilibrio y la armonía del siglo XIII:
Completando la esencia, uno puede preservar el cuerpo. Para hacerlo, primero mantenga el cuerpo a gusto y asegúrese de que no haya deseos. De este modo, la energía puede completarse.
Al completar la energía, uno puede nutrir la mente. Para hacerlo, primero mantenga la mente pura y asegúrese de que no haya pensamientos. De este modo, el espíritu puede completarse.

Al completar el espíritu, uno puede recuperar el vacío. Para hacerlo, primero mantenga la voluntad sincera y asegúrese de que el cuerpo y la mente estén unidos. De ese modo, el espíritu puede volver al vacío. ... Para alcanzar la inmortalidad, no hay nada más que el refinamiento de estos tres tesoros: esencia, energía, espíritu "(tr. Kohn 1956, 146).
Cuando los "tres tesoros" se mantienen internamente, junto con un equilibrio de yin y yang, es posible lograr un cuerpo sano y gran longevidad, que son los objetivos principales de la alquimia interna (Ching 1996, 395).
Jing
Práctica de Neidan Jing "esencia" que se refiere a las energías del cuerpo físico. Basado en la idea de que la muerte fue causada por agotar el jing de uno, la alquimia taoísta interna afirmó que preservar el jing le permitía alcanzar la longevidad, si no la inmortalidad. (Schipper 1993, 154).
Qi
Qi o ch'i se define como la "energía natural del universo" y se manifiesta en todos y en todo (Carroll 2008). Por medio de la alquimia interna, los taoístas se esfuerzan por obtener un flujo positivo de qi a través del cuerpo en caminos que se mueven hacia cada órgano individual (Smith 1986, 201). Se cree que las prácticas curativas como la acupuntura, los masajes, las ventosas y las hierbas medicinales abren los meridianos del qi en todo el cuerpo para que esta energía vital pueda fluir libremente. Mantener el qi en equilibrio y hacerlo fluir por todo el cuerpo mantienen la salud; Su desequilibrio puede conducir a la enfermedad e incluso la muerte.
Shen
Shen es el espíritu original del cuerpo. Los taoístas intentan tomar conciencia de Shen a través de la meditación (Smith 1986, 202).

## Véase También
- Yoga
- Tantra
- Tumo